# Gora Sharonova
Gora Sharonova (englische Transkription von russisch Гора Шаронова Gora Scharonowa) ist ein Nunatak im ostantarktischen Mac-Robertson-Land. Gemeinsam mit der Gora Guseva ragt er am westlichen Ende des Gebirgskamms Hrebet Astrofizikov im südlichen Teil der Prince Charles Mountains auf.
Russische Wissenschaftler benannten ihn. Der Namensgeber ist nicht überliefert.